# 2915 Moskvina
2915 Moskvina eller 1977 QY2 är en asteroid i huvudbältet som upptäcktes den 22 augusti 1977 av den rysk-sovjetiske astronomen Nikolaj Tjernych vid Krims astrofysiska observatorium på Krim. Den har fått sitt namn efter den ryska läkaren Valentina Moskvina.
Asteroiden har en diameter på ungefär 5 kilometer och den tillhör asteroidgruppen Eunomia.